# HDR10+

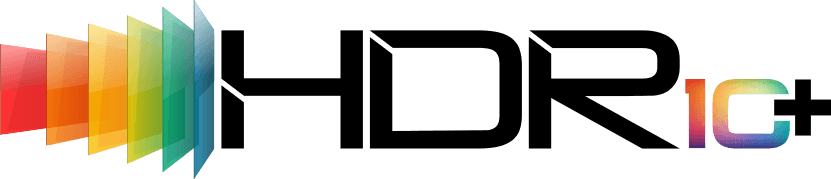
HDR10+ 로고

HDR10+은 HDR10 소스 파일에 동적 메타데이터를 추가하는 높은 동적 범위(High Dynamic Range, HDR) 비디오 기술이다. 동적 메타데이터는 콘텐츠 제작자의 의도에 따라 HDR 비디오의 각 프레임을 소비자 디스플레이 기능에 맞게 조정하고 최적화하는 데 사용된다.
HDR10+는 동적 메타데이터를 사용하는 돌비 비전의 경쟁사이다. HDR10+는 HDMI 2.1 표준의 일부로서 동적 메타데이터의 기본 변형이다.
HDR10+ Adaptive는 주변 조명에 따라 HDR10+ 콘텐츠를 최적화하도록 설계된 업데이트이다.